# 9669 Symmetria
9669 Symmetria eller 1997 NC3 är en asteroid i huvudbältet som upptäcktes den 8 juli 1997 av den italiensk-amerikanske astronomen Paul G. Comba vid Prescott-observatoriet. Den är uppkallad efter begreppet symmetri. Men anledningen av symmetrin i talet 9669.
Asteroiden har en diameter på ungefär 11 kilometer och den tillhör asteroidgruppen Themis.